# Rosamund
Rosamund oder Rosamunde ist ein weiblicher Vorname.

## Herkunft und Bedeutung
Der Name ist germanischen Ursprungs und bildet sich aus urgermanisch hrod ‚Ross, Pferd‘ und mund ‚Schutz, Besitz‘ (wie in Edmund). Daneben gibt es auch die Deutung, die Herkunft des ersten Wortteils sei hruod = Ruhm, was einleuchtend bedeuten würde: „ruhmreiche Beschützerin.“
Eine christliche Umdeutung ist lateinisch: rosa mundi – Rose der Welt oder rosa munda – reine Rose in Bezug auf Maria (vgl. Maria vom Rosenkranz, Maria im Rosenhag).

## Varianten
- Abkürzung: Rosa
- Rosamond
- Rosamunde
- Rosemonde

## Namenstag
Als Namenstag ist 7. Oktober oder 2. April möglich – Rosenkranzfest.

## Namensträgerinnen

### Rosamund, Rosamunde, Rosmunda
Einnamig:
- Rosamunde (Gepiden) (6. Jahrhundert), Tochter des Gepidenkönigs Kunimund

Vorname:
- Rosamunde Juliane von der Asseburg (1672–1712), deutsche Mystikerin
- Rosamund Clifford, eigentlicher Lady Jane de Clifford (um 1150–1176), Geliebte des englischen Königs Heinrich II.
- Rosamund Elaine Fantham, geborene Crosthwaite (* 1933), britische Klassische Philologin, siehe Elaine Fantham
- Rosamund Gilmore (* 1955), englische Choreografin und Regisseurin
- Rosamund Greaves, 11. Countess of Dysart (1914–2003), britische Peeress
- Rosamund John (1913–1998), britische Schauspielerin
- Rosamund Kwan (* 1962), chinesische Schauspielerin
- Rosamund Musgrave (* 1986), britische Skilangläuferin
- Rosamund Pike (* 1979), britische Schauspielerin
- Rosamunde Pilcher (1924–2019), britische Schriftstellerin
- Rosmunda Pisaroni (1793–1872), italienische Opernsängerin (Sopran und Alt)

Zweiter Vorname:
- Mary Rosamund Haas (1910–1996), US-amerikanische Sprachwissenschaftlerin

### Rosamond, Rosemonde
- Rosamond Fowlis (1910–1994), gambische Pädagogin
- Rosemonde Gérard (1866–1953), französische Dichterin und Theaterautorin
- Rosamond Harding (1898–1982), britische Privatgelehrtin
- Rosamond Langbridge (1880–1964), irische Schriftstellerin
- Rosamond Lehmann (1901–1990), englische Schriftstellerin
- Rosamond McKitterick (* 1949), britische Historikerin
- Rosamond Pinchot (1904–1938), amerikanische Schauspielerin
- Rosamond Praeger (1867–1954), irische Künstlerin, Bildhauerin, Illustratorin und Dichterin

## Sonstiges
- Astronomie: (540) Rosamunde, Asteroid

Werke:
- Rosamunde, Großes romantisches Schauspiel in fünf Akten, von Helmina von Chézy, Uraufführung 1823, Bühnenmusik von Franz Schubert
- Rosamunde, Lied von Jaromír Vejvoda von 1927, nach der tschechischen Melodie Skoda Lasky
- Rosamunde, deutscher Film von Egon Günther, 1990 – über die 1930er Jahre

sowie:
- Rosamunde-Quartett, deutsches Streichquartett